# Championnat d'Europe masculin de rink hockey 1955
Navigation
Championnat d'Europe/du monde masculin 1954 Championnat d'Europe/du monde masculin 1956
Le Championnat d'Europe de rink hockey masculin 1955 est simultanément la 21e édition du championnat d'Europe et la 11e édition du championnat du monde de rink hockey, qui a eu lieu en 1955 à Milan, en Italie.

## Participants
Quatorze nations prennent part à cette édition :
- Allemagne
- Angleterre
- Belgique
- Chili
- Danemark
- Espagne
- France
- Irlande
- Italie
- Norvège
- Pays-Bas
- Portugal
- Suisse : Corbat (Montreux), Marcante (Genève), Seelholz (Genève), Monney I et II (Montreux) ; entraineur : Henri Millasson[2].
- Yougoslavie

## Format
Le tournoi est divisé en deux phases distinctes, une phase de poule et une phase finale de classement. Dans la première phase, les quatorze équipes participantes sont réparties dans quatre groupes de trois et quatre équipes. Dans chaque groupe, toutes les équipes se rencontrent une fois, afin d'établir un classement du groupe. Une victoire rapporte dans cette phase 2 points, un nul et une défaite respectivement 1 et 0 point.
Les deux meilleures équipes de chaque groupe de qualification sont directement qualifiés pour le tournoi final. Chacune des équipes qui ne sont pas rencontrés en phase de groupe se rencontrent une fois. Les résultats de la première phase sont conservés afin d'établir le classement des rangs 1 à 8.
Les autres équipes s'affrontent dans un tournoi semblable pour déterminer les places 9 à 14.

## Phase de groupes

### Groupe A
| Rang | Équipe   | Pts | J | G | N | P | Bp | Bc | Diff |  | Résultats |  |     |     |      |
| ---- | -------- | --- | - | - | - | - | -- | -- | ---- |  | --------- |  | --- | --- | ---- |
| 1    | Espagne  | 6   | 3 | 3 | 0 | 0 | 19 | 3  | +16  |  | Espagne   |  | 2-1 | 7-1 | 10-1 |
| 2    | Chili    | 3   | 3 | 1 | 1 | 1 | 15 | 4  | +11  |  | Chili     |  |     | 2-2 | 12-0 |
| 3    | France   | 3   | 3 | 1 | 1 | 1 | 13 | 9  | +4   |  | France    |  |     |     | 10-0 |
| 4    | Danemark | 0   | 3 | 0 | 0 | 3 | 1  | 32 | -31  |  | Danemark  |  |     |     |      |

### Groupe B
| Rang | Équipe    | Pts | J | G | N | P | Bp | Bc | Diff |  | Résultats |  |     |     |
| ---- | --------- | --- | - | - | - | - | -- | -- | ---- |  | --------- |  | --- | --- |
| 1    | Portugal  | 3   | 2 | 1 | 1 | 0 | 2  | 8  | -6   |  | Portugal  |  | 2-2 | 8-0 |
| 2    | Allemagne | 3   | 2 | 1 | 1 | 0 | 3  | 2  | +1   |  | Allemagne |  |     | 3-1 |
| 3    | Pays-Bas  | 0   | 2 | 0 | 0 | 2 | 1  | 10 | -9   |  | Pays-Bas  |  |     |     |

### Groupe C
| Rang | Équipe  | Pts | J | G | N | P | Bp | Bc | Diff |  | Résultats |  |     |      |
| ---- | ------- | --- | - | - | - | - | -- | -- | ---- |  | --------- |  | --- | ---- |
| 1    | Italie  | 4   | 2 | 2 | 0 | 0 | 13 | 1  | +12  |  | Italie    |  | 8-0 | 5-1  |
| 2    | Suisse  | 2   | 2 | 1 | 0 | 1 | 11 | 6  | +5   |  | Suisse    |  |     | 10-1 |
| 3    | Irlande | 0   | 2 | 0 | 0 | 2 | 1  | 18 | -17  |  | Irlande   |  |     |      |

### Groupe D
| Rang | Équipe      | Pts | J | G | N | P | Bp | Bc | Diff |  | Résultats   |  |     |     |      |
| ---- | ----------- | --- | - | - | - | - | -- | -- | ---- |  | ----------- |  | --- | --- | ---- |
| 1    | Belgique    | 6   | 3 | 3 | 0 | 0 | 22 | 4  | +18  |  | Belgique    |  | 4-2 | 8-1 | 10-1 |
| 2    | Angleterre  | 4   | 3 | 2 | 0 | 1 | 16 | 7  | +9   |  | Angleterre  |  |     | 7-1 | 7-2  |
| 3    | Norvège     | 1   | 3 | 0 | 1 | 2 | 4  | 17 | -13  |  | Norvège     |  |     |     | 2-2  |
| 4    | Yougoslavie | 1   | 3 | 0 | 1 | 2 | 5  | 19 | -14  |  | Yougoslavie |  |     |     |      |

## Phase Finale

### Matchs de classement 9 à 14
| Rang | Équipe      | Pts | J | G | N | P | Bp | Bc | Diff |  | Résultats   |  |     |     |     |     |      |
| ---- | ----------- | --- | - | - | - | - | -- | -- | ---- |  | ----------- |  | --- | --- | --- | --- | ---- |
| 9    | Pays-Bas    | 9   | 5 | 4 | 1 | 0 | 29 | 9  | +20  |  | Pays-Bas    |  | 3-3 | 3-2 | 4-1 | 8-2 | 11-1 |
| 10   | France      | 7   | 5 | 3 | 1 | 1 | 13 | 5  | +8   |  | France      |  |     | 0-1 | 2-1 | 1-0 | 7-0  |
| 11   | Yougoslavie | 6   | 5 | 3 | 0 | 2 | 8  | 6  | +2   |  | Yougoslavie |  |     |     | 0-3 | 1-0 | 4-0  |
| 12   | Irlande     | 5   | 5 | 2 | 1 | 3 | 13 | 7  | +6   |  | Irlande     |  |     |     |     | 1-1 | 7-0  |
| 13   | Norvège     | 3   | 5 | 1 | 1 | 3 | 7  | 11 | -4   |  | Norvège     |  |     |     |     |     | 4-0  |
| 14   | Danemark    | 0   | 5 | 0 | 0 | 5 | 1  | 33 | -32  |  | Danemark    |  |     |     |     |     |      |

### Matchs de classement 1 à 8
| Rang | Équipe     | Pts | J | G | N | P | Bp | Bc | Diff |  | Résultats  |  |     |     |     |     |     |     |     |
| ---- | ---------- | --- | - | - | - | - | -- | -- | ---- |  | ---------- |  | --- | --- | --- | --- | --- | --- | --- |
| 1    | Espagne    | 13  | 7 | 6 | 1 | 0 | 23 | 7  | +16  |  | Espagne    |  | 2-1 | 3-3 | 4-1 | 3-1 | 3-0 | 5-0 | 3-1 |
| 2    | Italie     | 12  | 7 | 6 | 0 | 1 | 17 | 5  | +12  |  | Italie     |  |     | 1-0 | 2-1 | 3-0 | 2-0 | 5-0 | 3-2 |
| 3    | Portugal   | 11  | 7 | 5 | 1 | 1 | 25 | 14 | +11  |  | Portugal   |  |     |     | 2-0 | 4-1 | 3-1 | 5-2 | 8-6 |
| 4    | Suisse     | 8   | 7 | 4 | 0 | 3 | 17 | 14 | +3   |  | Suisse     |  |     |     |     | 4-2 | 5-1 | 4-3 | 2-0 |
| 5    | Chili      | 4   | 7 | 2 | 0 | 5 | 9  | 17 | -8   |  | Chili      |  |     |     |     |     | 2-0 | 1-2 | 2-1 |
| 6    | Belgique   | 3   | 7 | 1 | 1 | 5 | 5  | 17 | -12  |  | Belgique   |  |     |     |     |     |     | 2-1 | 1-1 |
| 7    | Allemagne  | 3   | 7 | 1 | 1 | 5 | 11 | 25 | -14  |  | Allemagne  |  |     |     |     |     |     |     | 3-3 |
| 8    | Angleterre | 2   | 7 | 0 | 2 | 5 | 14 | 22 | -8   |  | Angleterre |  |     |     |     |     |     |     |     |

## Classement final
| Classement | Équipe      |
| ---------- | ----------- |
| 1          | Espagne     |
| 2          | Italie      |
| 3          | Portugal    |
| 4          | Suisse      |
| 5          | Chili       |
| 6          | Belgique    |
| 7          | Allemagne   |
| 8          | Angleterre  |
| 9          | Pays-Bas    |
| 10         | France      |
| 11         | Yougoslavie |
| 12         | Irlande     |
| 13         | Norvège     |
| 14         | Danemark    |